# Знаки отличия Российской Федерации
Знаки отличия Российской Федерации — вид государственных наград Российской Федерации.

## Список знаков отличия Российской Федерации
| Изображение награды | Наименование награды                                                 | Дата учреждения    | Правила награждения | Источник |
|                     | Знак отличия ордена Святого Георгия — Георгиевский крест I степени   | 20 марта 1992 года | Знаком отличия ордена Святого Георгия — Георгиевским крестом награждаются военнослужащие из числа солдат, матросов, сержантов и старшин, прапорщиков и мичманов за подвиги и отличия в боях по защите Отечества, а также за подвиги и отличия в боевых действиях на территории других государств при поддержании или восстановлении международного мира и безопасности, служащие образцами храбрости, самоотверженности и воинского мастерства. Знак отличия ордена Святого Георгия имеет четыре степени. Награждение производится только последовательно, от низшей степени к высшей. До 2008 года награждений не производилось. Это связано с положением о знаке, которого удостаиваются за боевые действия при нападении внешнего врага. Российская Федерация таких войн за истёкший период не вела. C 12 августа 2008 года в связи с войной в Южной Осетии положение о знаке отличия было изменено, появилась возможность награждать им за проведение боевых и иных операций на территории других государств при поддержании или восстановлении международного мира и безопасности (миротворческие операции). | Постановление Верховного Совета Российской Федерации от 20 марта 1992 года N0 2557-I                                                                  |
|                     | Знак отличия ордена Святого Георгия — Георгиевский крест II степени  | 20 марта 1992 года | См. «Правила награждения знаком отличия ордена Святого Георгия — Георгиевский крест I степени». | Постановление Верховного Совета Российской Федерации от 20 марта 1992 года N0 2557-I                                                                  |
|                     | Знак отличия ордена Святого Георгия — Георгиевский крест III степени | 20 марта 1992 года | См. «Правила награждения знаком отличия ордена Святого Георгия — Георгиевский крест I степени». | Постановление Верховного Совета Российской Федерации от 20 марта 1992 года N0 2557-I                                                                  |
|                     | Знак отличия ордена Святого Георгия — Георгиевский крест IV степени  | 20 марта 1992 года | См. «Правила награждения знаком отличия ордена Святого Георгия — Георгиевский крест I степени». | Постановление Верховного Совета Российской Федерации от 20 марта 1992 года N0 2557-I                                                                  |
|                     | Знак отличия «За благодеяние»                                        | 3 мая 2012 года    | Общегражданская награда, которой награждаются граждане Российской Федерации, а также граждане иностранных государств: - за большую благотворительную деятельность по поддержке детских домов, домов престарелых, приютов, хосписов и медицинских учреждений, расположенных в Российской Федерации; - за активную общественную деятельность, направленную на повышение уровня нравственности и толерантности в обществе, пропаганду общечеловеческих ценностей, защиту прав человека, борьбу с распространением социально опасных заболеваний и привычек; - за большие заслуги в деле развития российской науки, культуры, образования и здравоохранения; - за содействие общественным организациям и религиозным объединениям в осуществлении социально значимых мероприятий; - за активную деятельность, направленную на укрепление института семьи и брака. | Указ президента Российской Федерации от 3 мая 2012 года № 573 «Об учреждении ордена Святой великомученицы Екатерины и знака отличия „За благодеяние“» |
|                     | Знак отличия «За наставничество»                                     | 2 марта 2018 года  | Знаком отличия «За наставничество» награждаются лучшие наставники молодежи из числа высококвалифицированных работников промышленности и сельского хозяйства, транспорта, инженерно-технических работников, государственных и муниципальных служащих, учителей, преподавателей и других работников образовательных организаций, врачей, работников культуры и деятелей искусства за личные заслуги на протяжении не менее пяти лет: - в содействии молодым рабочим и специалистам, в том числе молодым представителям творческих профессий, в успешном овладении ими профессиональными знаниями, навыками и умениями, в их профессиональном становлении; - в приобретении молодыми рабочими и специалистами опыта работы по специальности, формировании у них практических знаний и навыков; - в оказании постоянной и эффективной помощи молодым рабочим и специалистам в совершенствовании форм и методов работы; - в проведении действенной работы по воспитанию молодых рабочих и специалистов, повышению их общественной активности и формированию гражданской позиции.                                       | Указ президента Российской Федерации от 2 марта 2018 года № 94 «Об учреждении знака отличия „За наставничество“»                                      |
|                     | Знак отличия «За безупречную службу» (для военнослужащих)            | 2 марта 1994 года  | Знаком отличия награждаются военнослужащие из числа офицеров за конкретный вклад в развитие обороноспособности Российской Федерации. При наличии соответствующих заслуг представляются к награждению лица, безупречно прослужившие не менее 15 календарных лет и награждённые орденом или медалью за личное мужество и отвагу, проявленные при выполнении воинского долга. | Указ президента РФ от 2 марта 1994 года № 442 «О государственных наградах Российской Федерации»                                                       |
|                     | Знак отличия «За безупречную службу» (для гражданских служащих)      | 2 марта 1994 года  | Знаком отличия награждаются федеральные государственные гражданские служащие, избранные или назначенные на должность в соответствии с Конституцией Российской Федерации и федеральными законами. Награждение знаком отличия производится за конкретный вклад в развитие российской государственности, иную плодотворную деятельность, принесшую существенную пользу Отечеству. При наличии соответствующих заслуг представляются к награждению лица, безупречно прослужившие соответственно 20, 25, 30, 40, 50 лет и награждённые государственной наградой. | Указ президента РФ от 2 марта 1994 года № 442 «О государственных наградах Российской Федерации»                                                       |